# Нільтава целебеська
Нільтава целебеська (Cyornis hoevelli) — вид горобцеподібних птахів родини мухоловкових (Muscicapidae). Ендемік Індонезії.

## Поширення і екологія
Целебеські нільтави живуть в гірських тропічних лісах на острові Сулавесі.